# Emergency Rescue Committee
L'Emergency Rescue Committee ou ERC (francisé en « Centre américain de secours », ou CAS), est un organisme humanitaire qui a exercé ses activités en France entre 1940 et 1942. Son objectif était aider les victimes du nazisme à fuir l'Europe, le plus souvent pour trouver refuge aux États-Unis. Fondé en 1940 à New York, l'ERC a envoyé à Marseille, dès le mois de juin 1940, le journaliste américain Varian Fry afin qu'il mette en place le sauvetage de nombreux intellectuels et artistes européens, juifs ou non, célèbres ou non, menacés par la Gestapo comme par la police du régime de Vichy. On estime à environ 2 000 le nombre de personnes secourues par l'ERC. Varian Fry a été ultérieurement reconnu Juste parmi les nations.

## Histoire
À la suite de l'armistice du 22 juin 1940, une ligne de démarcation divise la France en deux secteurs, la Zone libre, où se trouve Marseille, et la Zone occupée. Puis, au lendemain du débarquement américain en Afrique du Nord, le 11 novembre 1942, les troupes allemandes franchissent la ligne ligne de démarcation et Marseille se retrouve envahie le 12 novembre, comme le reste du pays.
Arrivé le 14 août 1940, Varian Fry forme une équipe de bénévoles, dont des personnes rencontrées sur place : Miriam Davenport (en) (peintre et sculptrice américaine) et son compagnon Rudolph Treo (artiste yougoslave exilé), Mary Jayne Gold (riche héritière américaine qui s’engage dans l’ERC et soutient financièrement l'organisation), Daniel Bénédite (militant socialiste et résistant français, mobilisé en 1939-1940 avant de rejoindre la Zone libre) avec sa femme Theo et leur fils. Tous ont fui Paris et la France occupée pour des villes du Sud, et se rencontrent finalement à Marseille. Daniel Bénédite sera un des principaux collaborateur de Varian Fry.
L’ERC occupe d’abord l’Hôtel Splendide, au Boulevard d'Athènes, puis loue des bureaux Rue Grignan. Le groupe loue pour y loger la villa « Air-Bel », un bâtiment de dix-huit pièces situé à l'entrée du quartier marseillais de La Pomme et y héberge aussi André Breton, Victor Serge, ainsi que leurs familles.
Durant leur séjour forcé, les artistes surréalistes exilés à la villa Air-Bel créent en 1941 un jeu de cartes dit le Jeu de Marseille (une variante du jeu de 54 cartes).
Le 24 mars 1941, le navire de charge Capitaine-Paul-Lemerle (affrété en transport de passagers)
prend à son bord 222 personnes fuyant les persécutions allemandes. Aidés par l’ERC et d’autres organisations de secours, ils sont transportés en Martinique.

## Personnalités secourues par l'ERC
Parmi les quelque 2 000 personnes secourues par l'ERC, on peut citer :
- Hannah Arendt
- Jean Arp
- Ernst Josef Aufricht (de)
- Hans Aufricht-Ruda (de)
- Hans Bellmer
- Georg Bernhard
- Victor Brauner
- André Breton
- Camille Bryen
- Pablo Casals[1]
- De Castro
- Marc Chagall
- Frédéric Delanglade
- Óscar Domínguez
- Marcel Duchamp
- Heinrich Ehrmann
- Max Ernst
- Edvard Fendler (de)
- Lion Feuchtwanger[2]
- Minna Flake (de)
- Leonhard Frank
- Giuseppe Garetto
- Oskar Goldberg (de)
- Peggy Guggenheim[3]
- Emil Julius Gumbel
- Hans Habe (de)
- Jacques Hadamard
- Konrad Heiden
- Jacques Hérold
- Wilhelm Herzog (de)
- Stéphane Hessel[4]
- Erich Itor Kahn (de)
- Berthold Jacob
- Henry Jolles (de)
- Fritz Kahn
- Alfred Kantorowicz
- Arthur Koestler
- Siegfried Kracauer
- Wifredo Lam
- Jacqueline Lamba
- Wanda Landowska[1]
- Lotte Leonard (de)
- Claude Lévi-Strauss
- Jacques Lipchitz
- Alberto Magnelli
- Alma Mahler Gropius Werfel[5]
- Jean Malaquais
- Golo Mann
- Heinrich Mann[6],[5]
- Valeriu Marcu
- André Masson
- Roberto Matta
- Walter Mehring
- Alfredo Mendizabel
- Otto Meyerhof
- Boris Mirkine-Guetzévitch
- Soma Morgenstern
- Hans Namuth
- Hans Natonek
- Ernst Erich Noth
- Max Ophüls
- Hertha Pauli
- Benjamin Péret
- Alfred Polgar[5]
- Poliakoff-Litovzeff
- Peter Pringsheim (de)
- Denise Restout
- Hans Sahl
- Jacques Schiffrin
- Anna Seghers[2]
- Victor Serge
- Ferdinand Springer
- Bruno Strauss (de)
- Sophie Taeuber-Arp
- Adrienne Thomas
- Jacob Walcher
- Franz Werfel
- Kurt et Helen Wolff (de)
- Christian Wolff
- Wols
- Ylla

## Postérité
En 2019, Julie Orringer (en) relate dans son roman The Flight Portfolio l'histoire de Varian Fry et du réseau de l'ERC. L'ouvrage a reçu le Association of Jewish Libraries Award en 2020.
En 2023, la série d'Anna Winger Transatlantique, sur Netflix, s'inspire du livre de Julie Orringer pour retracer en 7 épisodes l'histoire de l'ERC et des 2 000 personnes qu'il a sauvées.